# Antwerps liedboek
Pour les articles homonymes, voir chansonnier.
L’Antwerps liedboek, ou le recueil de chansons d'Anvers, fut imprimé sur les presses de Jan Roulans à Anvers en 1544 sous le titre : Een schoon liedekens. Boeck inden welcken ghy vinden sult. Veelderhande liedekens. Oude en nyeuwe Om droefheyt ende melancolie te verdrijuen (« Un beau livre de chansonnettes, où vous trouveriez plusieurs chansonnettes, autant nouvelles qu'anciennes, pour chasser le chagrin et la mélancolie »).

## L’Antwerps liedboek
Le recueil de chansons, sobrement exécuté au format oblong, mesure 95 sur 135 mm et contient 256 pages pour les paroles de 221 chansons, sans notation musicale. 
On sait qu'il y a eu environ cinq éditions du livre, dont il ne reste plus qu'un seul exemplaire complet de la vaste collection du duc Auguste de Brunswick-Wolfenbüttel et conservé à la bibliothèque qui porte son nom, à Wolfenbüttel.  
On devine aisément pourquoi il ne reste qu'un seul exemplaire des cinq éditions que l'on connaît.  Deux ans après la parution de l'édition de 1544, la Faculté de théologie de Louvain mit le recueil de chansons à l’Index librorum prohibitorum (la liste de littérature interdite de l'Inquisition catholique).  Plus tard, l'imprimeur se retrouva d'ailleurs en prison, où il mourut, pour avoir distribué des publications clandestines.  Ce ne furent pas en premier lieu les chansons du recueil qui traitent des sujets politiques (ceux qui font l'éloge de la Maison de Habsbourg) qui étaient devenues une source d'irritation pour l'Inquisition, mais plutôt les chansons irrespectueuses envers les ecclésiastiques.  Selon la formule des censeurs, toute publication n’étant pas destinée à exercer une influence positive sur la foi et les mœurs était considérée comme nuisible.  Il y avait donc des livres qu'il valait « mieux ne pas lire dans ces temps dangereux et qui sont mieux en dehors des mains qu'entre les mains du commun des hommes et des jeunes ».  Les rares exemplaires qui échappèrent à l'Inquisition furent sans doute ultérieurement détruits par des bibliothécaires français trop zélés et trop heureux de pouvoir faire disparaître les rares vestiges de la culture néerlandaise dans les Pays-Bas méridionaux.
La première édition scientifique de 1855 est due à Heinrich Hoffmann von Fallersleben.  En 2004, une nouvelle édition du recueil et un double disque compact joint en annexe voient le jour (édition : Dieuwke van der Poel ; musique : Camerata Trajectina et Louis Peter Grijp).  Grâce aux références aux airs du recueil de chansons et à la notation musicale d'autres recueils de chansons, une centaine de chansons ont pu être reconstruites. 
Le recueil d'Anvers est la plus ancienne anthologie imprimée de chansons homophones, toutefois sans notation musicale, à comprendre un si grand nombre de chansons profanes sur des paroles néerlandaises. La plupart de ces chansons étaient déjà connues depuis longtemps, à la fin du Moyen Âge, et furent transmises par voie orale. Beaucoup d'entre elles reçurent l'en-tête Oudt liedeken pour indiquer qu'il s'agit d'une chanson ancienne.  De nombreuses chansons, éditées pour la première fois dans le recueil d'Anvers, sont restées populaires au cours des siècles suivants et figurent dans différents recueils et anthologies de chansons.

## Discographie
- Résultats d'une recherche à partir des mots-clés Antwerps liedboek sur le site web www.medieval.org

## Sources et liens externes
- (en) Almadolorosa – 6 Songs from the Antwerp Songbook [Six chansons du recueil de chansons d'Anvers, interprétées par l'ensemble de musique ancienne Almadolorosa], [en ligne], .
- (nl) Discografie [quelques chansons du recueil, interprétées par l'ensemble de musique ancienne Camerata Trajectina], [en ligne], [www.camerata-trajectina.nl].
- (nl) GEIRNAERT, Dirk, Hermina JOLDERSMA, J. B. OOSTERMAN et Dieuwke E. VAN DER POEL.  Een schoon liedekens. Boeck inden welcken ghy in vinden sult. Veelderhande liedekens [etc.]. Ian Roulans, Antwerpen [1544] [édition moderne du recueil de chansons d'Anvers], [en ligne], 2001, [www.dbnl.org] [ Bibliothèque numérique de la littérature néerlandaise ].
- (nl) GRIJP, Louis Peter.  Het Antwerps Liedboek [présentation par le musicologue Grijp de l'interprétation de plusieurs chansons du recueil par l'ensemble de musique ancienne Camerata Trajectina, [en ligne], [www.camerata-trajectina.nl].
- (nl) Het Antwerps Liedboek : Een schoon liedekens boeck [présentation de la plus récente édition du recueil de chansons anversois, celle de 2004, comprenant deux CD]. [en ligne], [www.nlpvf.nl].